# 2002年牙買加大選
2002年牙買加大選（英語：2002 Jamaican general election）於2002年10月16日舉行。大選結果是人民民族黨獲勝，贏得牙買加國會60個席位中的34個席位，選民投票率為59.1%。人民民族黨領導人P·J·帕特森保留了他的牙買加總理職位，成為牙買加政壇第一位連續三次贏得選舉的政治領導人。P·J·帕特森於2006年2月26日卸任，取而代之的是牙買加首位女總理波蒂亞·辛普森-米勒。